# Cotoneaster hebephyllus
Cotoneaster hebephyllus är en rosväxtart som beskrevs av Friedrich Ludwig Diels. Cotoneaster hebephyllus ingår i släktet oxbär, och familjen rosväxter.

## Underarter
Arten delas in i följande underarter:
- C. h. fulvidus
- C. h. incanus
- C. h. majuscula